# Руді Бошвіц
Рудольф Елі «Руді» Бошвіц (англ. Rudolph Ely «Rudy» Boschwitz; нар. 7 листопада 1930, Берлін, Німеччина) — американський політик республіканець, представляв штат Міннесота у Сенаті США з 1978 по 1991.

## Життєпис
Коли Бошвіцу було три роки, його єврейська родина втекла з нацистської Німеччини. Він виріс у Нью-Рошеллі, Нью-Йорк. Навчався в Університеті Джона Гопкінса з 1947 по 1949, закінчив Школу комерції у 1950 році і Школу права у 1953 році Нью-Йоркського університету. Служив в армії Сполучених Штатів з 1954 по 1955, працював як адвокат у Нью-Йорку, а потім у штаті Вісконсин. Бошвіц заснував компанію Plywood Minnesota у 1963.